# Markus Foser
Markus Foser (* 31. Januar 1968 in Balzers) ist ein ehemaliger Liechtensteiner Skirennläufer.
Foser bestritt im März 1992 sein erstes Rennen im Weltcup. Nach sieben Rennen, bei denen er sich nie besser als im Rang 24 platzieren konnte, gelang ihm am 17. Dezember 1993 eine der grössten Überraschungen in der Geschichte des Weltcups, als er mit Startnummer 66 den Abfahrtslauf von Gröden gewann. Er war begünstigt dadurch, dass mit fortschreitendem Rennen die Sonne hinter dem Langkofel hervorkam und durch die Sonneneinstrahlung vor allem der obere Streckenteil schneller wurde.
Mit seinem Sieg ist er neben Marco Büchel der einzige liechtensteinische Weltcupabfahrtssieger. In den Folgejahren gelang es Foser nicht mehr, diesen Überraschungssieg zu wiederholen. Nur zweimal konnte er sich noch unter den besten Zehn platzieren. Nach der Saison 1996/97 beendete er seine Skikarriere.
1994 wurde er in Liechtenstein zum Sportler des Jahres gewählt.